# تويستد ميتال (لعبة فيديو 2012)
تويستد ميتال (بالإنجليزية:Twisted Metal) هي لعبة إلكترونية من نوع المبارزة بين المركبات المقاتلة، أنشئت سنة 2012م من قبل شركة إيت سليب بلاي ، وطورها سوني كمبيوتر إنترتينمنت ، تعمل لنظام بلاي ستيشن 3.

## وصلات خارجية
- تويستد ميتال على موقع IMDb (الإنجليزية)

- Twisted Metal
- الموقع الرسمي

1. ↑  "معلومات عن تويستد ميتال (لعبة فيديو 2012) على موقع imdb.com". imdb.com. مؤرشف من الأصل في 2017-02-10.
2. ↑  "معلومات عن تويستد ميتال (لعبة فيديو 2012) على موقع behindthevoiceactors.com". behindthevoiceactors.com. مؤرشف من الأصل في 2019-05-09.
3. ↑  "معلومات عن تويستد ميتال (لعبة فيديو 2012) على موقع mobygames.com". mobygames.com. مؤرشف من الأصل في 2019-07-05.